# Francesco Boncompagni
Francesco Boncompagni, italijanski rimskokatoliški duhovnik, škof in kardinal, * 21. januar 1592, Sora, Lacij, † 9. december 1641.
19. aprila 1621 je bil povzdignjen v kardinala.
11. julija 1622 je bil imenovan za škofa Fana in 2. marca 1626 za nadškofa Neaplja.